# Episodi di The Tomorrow People (terza stagione)
La seconda stagione di The Tomorrow People è andata in onda nel Regno Unito sul canale ITV dal 26 febbraio al 21 maggio 1975.
In Italia la serie è inedita.
| nº | Titolo originale                                   | Titolo italiano | Prima TV USA     | Prima TV Italia |
| -- | -------------------------------------------------- | --------------- | ---------------- | --------------- |
| 1  | Secret Weapon: Lost & Found                        |                 | 26 febbraio 1975 | Inedito         |
| 2  | Secret Weapon: Not Quite a Sleeping Beauty         |                 | 5 marzo 1975     | Inedito         |
| 3  | Secret Weapon: Whose Side Are You on Professor     |                 | 12 marzo 1975    | Inedito         |
| 4  | Secret Weapon: A Present from Russia               |                 | 19 marzo 1975    | Inedito         |
| 5  | Worlds Away: Secret of the Pyramid                 |                 | 26 marzo 1975    | Inedito         |
| 6  | Worlds Away: Hound of the Night                    |                 | 2 aprile 1975    | Inedito         |
| 7  | Worlds Away: More for the Burning                  |                 | 9 aprile 1975    | Inedito         |
| 8  | A Man for Emily: The Fastest Gun                   |                 | 16 aprile 1975   | Inedito         |
| 9  | A Man for Emily: Here We Go Round the Doozlum      |                 | 23 aprile 1975   | Inedito         |
| 10 | A Man for Emily: Shotgun Wedding                   |                 | 30 aprile 1975   | Inedito         |
| 11 | The Revenge of Jedikiah: Curse of the Mummy's Tomb |                 | 7 maggio 1975    | Inedito         |
| 12 | The Revenge of Jedikiah: Last Chance               |                 | 14 maggio 1975   | Inedito         |
| 13 | The Revenge of Jedikiah: Farewell Performance      |                 | 21 maggio 1975   | Inedito         |